# Vendsysselbanen

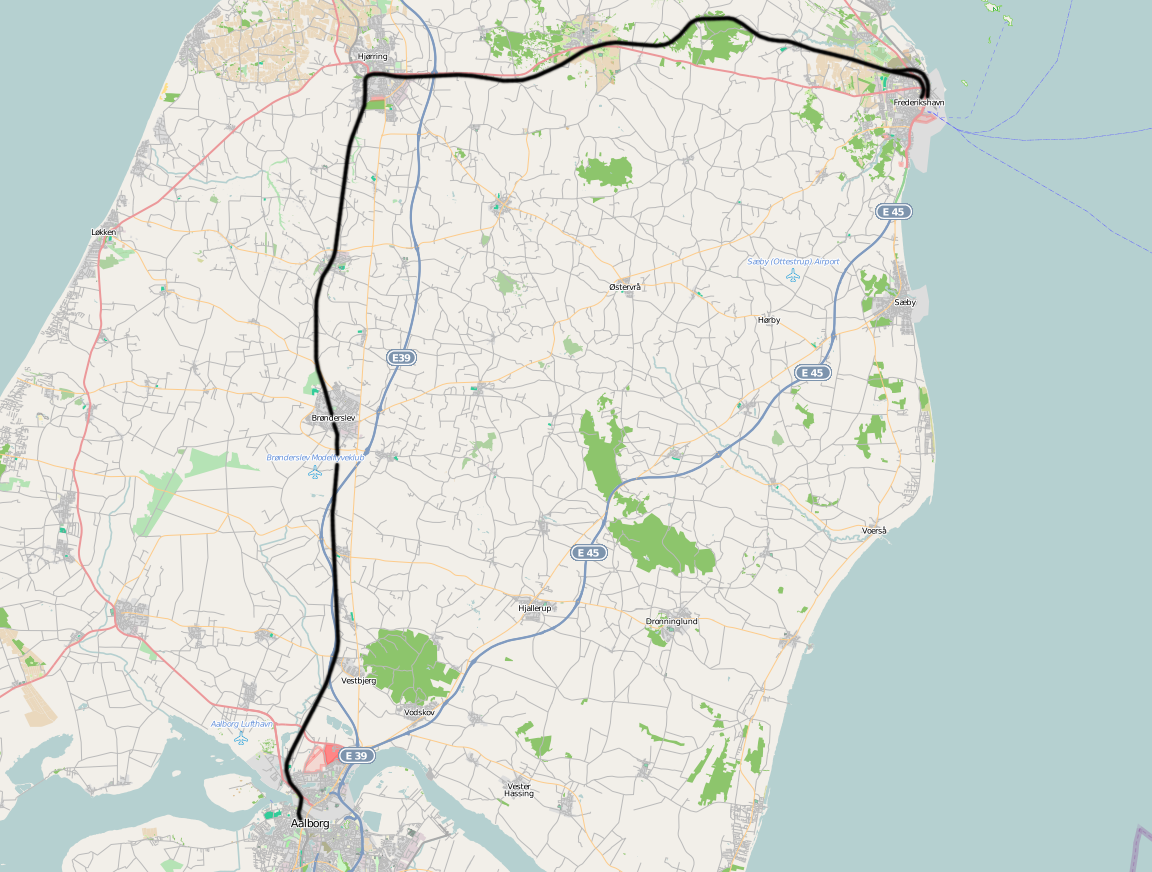
Banans sträckning

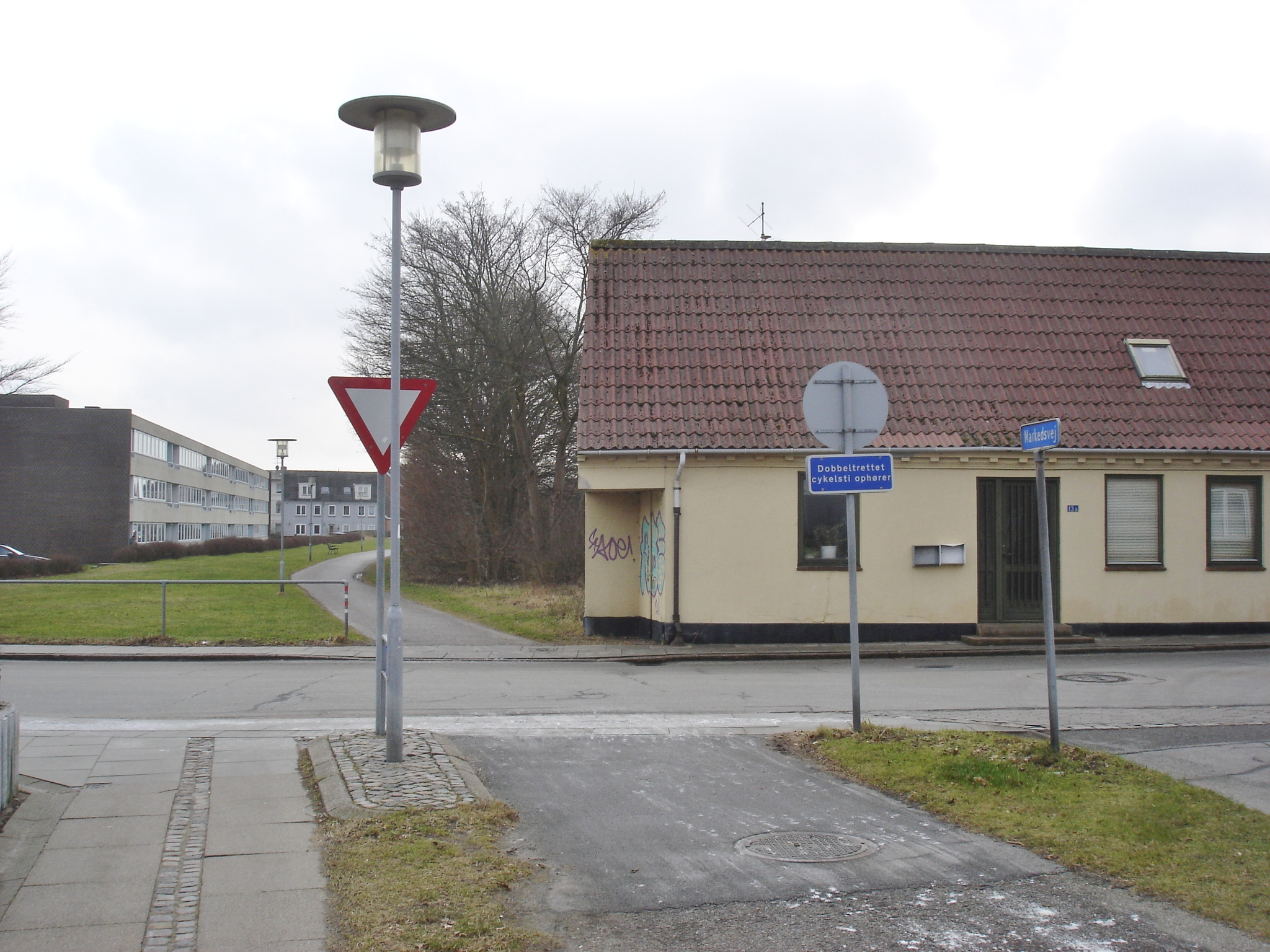
Vendsysselbanens gamla spår i korsning med Vestergade i Frederikshavn

Vendsysselbanen är en dansk järnväg genom Vendsyssel i Jylland mellan Ålborg och Frederikshavn via Hjørring. Banan invigdes 1871 och gick ursprungligen mellan Nørresundby Station och Frederikshavn Station. Senare tillkom en förlängning till Aalborg Station via Jernbanebroen over Limfjorden, vilken öppnades för trafik 1879.
Regionaltågtrafiken sköts av Nordjyske Jernbaner samt DSB.

## Historik
Två bansträckningar diskuterades: en genom Hammer Bakker, Allerup Bakker och den kuperade terrängen sydväst om Frederikshavn, och en genom det platta landskapet i västra  Vendsyssel över Hjørring. Den 84 kilometer långa sträckningen över Hjørring var den som blev byggd. 
Banan byggdes av ett danskt konsortium, som bildats av baron G.A. Gedalia, kammarrådet E.C. Møller och överintendenten C.F. Svendsen.

## Stationer och hållplatser
- Ålborg station – förbindelse med Randers-Ålborg Jernbane samt Ålborg Privatbaners tåg till Hadsund, Hvalpsund, Fjerritslev och Frederikshavn (via Sæby).
- Aalborg Vestby Station, inrättad 2003 som del av DSB:s nya koncept Ålborg Nærbane.
- Nørresundby Station, passagerarstation till 1972, nedlagd 1979. Mellan Limfjordsbron och stationen grenade sig Aalborg Privatbaners sträckning till Frederikshavn, och efter stationen grenade sig sträckningen till Fjerritslev.
- Lindholm Station, invigd 2002 på Nørresundby Stations spår, men med perronger 100 meter längre norrut – och slutstation på Aalborg Nærbane. Lufthavnsbanen till Ålborgs flygplats, som öppnade 13 december 2020, går från Lindholm Station.[1]
- Hvorupgård station (Hvg), nedlagd.
- Sulsted station (Su), nedlagd 1972.
- Tylstrup station (Ty), nedlagd.
- Brønderslev station
- Em billetsalgssted (Em), nedlagd.
- Vrå station
- Gunderup trinbræt, nedlagd.
- Hæstrup station, nedlagd.
- Hjørring station – förbindelse med Hjørring Privatbaner, av vilka bara Hirtshalsbanen återstår.
- Sønderskov station, nedlagd.
- Sindal station
- Tolne station
- Kvissel station
- Elling trinbræt (1929-1955)
- Frederikshavn station – förbindelse med Skagensbanen och Frederikshavn Havnebane.